# Northrop Grumman RQ-4 Global Hawk
Northrop Grumman РК-4 Глобални јастреб је беспилотна летелица која се користи за обављање шпијунских задатака. Поред опреме за обављање шпијунских задатака, такође има уграђену опрему за електронско ометање. РК-4 пружа широк преглед и систематски надзор помоћу синтетичког радара високе резолуције и електро-оптичких / инфрацрвених сензора дугог домета са дугим временом преклапања изнад циљних подручја. Може прегледати чак 100.000 квадратних километара дневно, површине величине Јужне Кореје или Исланда. 